# Кондопожский (канал)
Кондопожский — канал в России, расположен на территории Кондопожского городского поселения Кондопожского района Республики Карелии. Длина канала — 2,2 км, площадь водосборного бассейна — 6840 км².

## Общие сведения
Канал берёт начало из Нигозера на высоте 62,6 м над уровнем моря.
Устье канала находится в Онежском озере на высоте 33,0 м над уровнем моря
Код объекта в государственном водном реестре — 01040100222302000014912.